# Рокмонд Данбар
Рокмонд Данбар (англ. Rockmond Dunbar; народився 11 січня 1973 року, Окленд, Каліфорнія, США) - американський актор, найбільш відомий ролями Кенні Чедуея в серіалі «Їжа для душі» (Showtime), а також Бенджаміна Франкліна в телесеріалі «Втеча з в'язниці» (Fox).

## Фільмографія
| Рік                  | Назва                         | Роль                               | Примітки           |
| -------------------- | ----------------------------- | ---------------------------------- | ------------------ |
| 1993                 | Misery Loves Company          | Ерік Хейнс                         | незалежне кіно     |
| 1994-1995            | Земля 2                       | Бернс                              | серіал             |
| 1997                 | Хороші новини                 | бонз                               | серіал             |
| 1 998                | Брати Уейенс                  | Баррі                              | серіал             |
| 1 998                | Два хлопця, дівчина і піцерія | Томмі                              | серіал             |
| 1999                 | Поліцейські на велосипедах    | Тайгер Бейтс                       | серіал             |
| 1999                 | Практика                      | Байрон Літтл                       | серіал             |
| 1999                 | Удавальник                    | Джо Тейлор                         | серіал             |
| 1999                 | Фелісіті                      | Людина в поїзді                    | серіал             |
| 2000                 | Панки                         | Дербі                              | незалежне кіно     |
| 2000                 | Ласкаво проти зла             | Сонні Реймс                        | серіал             |
| 2000-2004            | Їжа для душі                  | Кенні Чедуей                       | серіал             |
| 2001                 | Все про тебе                  | Тім                                | повнометражне кіно |
| 2003-2004            | Подруги                       | Джейла                             | серіал             |
| 2004                 | Hollywood Division            | Детектив Реджинальд Файфер         | телефільм          |
| 2004                 | Північний берег               | Агент Фернлі                       | серіал             |
| 2005                 | Поцілунок навиліт             | Містер Фаєр                        | повнометражне кіно |
| 2005                 | Head Cases                    | Доктор Робінсон                    | серіал             |
| 2005-2007, 2009 2017 | Втеча з в'язниці              | Бенджамін Майлз «Сі-Ноут» Франклін | серіал             |
| 2006                 | Брудна білизна                | Патрік / шелдон                    | повнометражне кіно |
| 2007                 | Heartland                     | Доктор Томас Джонас                | серіал             |
| 2007                 | Акула                         | Тедді Бенкс                        | серіал             |
| 2007                 | Анатомія пристрасті           | Шон Братертон                      | серіал             |
| 2007                 | C.S.I.: Місце злочину Маямі   | Джеймс Райлі                       | серіал             |
| 2008                 | Сім'я мисливців               | Кріс                               |                    |
| 2008                 | Джада                         | Саймон                             | незалежне кіно     |
| 2008                 | Вторгнення чужинців           | Кейн                               | незалежне кіно     |
| 2009                 | Пастор Браун                  | Емір Райем                         | постпродакшн       |
| 2009                 | Гра                           | пуки                               | серіал             |
| 2010                 | Тер'єри                       | Детектив Марк Густавсон            | серіал             |
| 2011-2013            | Сини анархії                  | Шериф Елі Рузвельт                 | серіал             |
| 2014                 | Менталіст                     | Денніс Еббот                       | серіал             |
| 2018                 | 9-1-1                         | Майкл Грант                        | серіал             |